# Ugljikov(IV) oksid
Ugljikov (IV) oksid (ugljikov dioksid, CO2) je kemijski spoj sastavljen od dva atoma kisika kovalentno vezan (vezani elektronima iz zadnje ljuske) za jedan atom ugljika. Ugljikov dioksid je plin koji se pod standardnim tlakom i temperaturom nalazi u Zemljinoj atmosferi, u koncentraciji od 0,039 %.
Kao dio ugljikova ciklusa važan je za fotosintezu biljaka, algi i modrozelenih algi koje mogu upiti ugljični dioksid, sunčevo toplinsko zračenje i vodu, stvarajući ugljikohidrate, energiju za sebe i kisik kao višak u tom procesu. S druge strane, stanično disanje oslobađa ugljikov dioksid kao višak u reakciji. Ugljikov dioksid se stvara i kao rezultat izgaranja. Oslobađaju ga vulkani, termalni izvori i gejziri, a oslobađa se i iz karbonatnih stijena otapanjem. 
Godine 2010. ugljikov dioksid u Zemljinoj atmosferi je bio u koncentraciji 0,0388 % (po obujmu). Ta se koncentracija lagano mijenja, s promjenom godišnjih doba. Najviše se koristi u proljeće i ljeto, kada stabla i biljke rastu i razvijaju se i to najviše na sjevernoj polutci, pa je tada i koncentracija najmanja. Koncentracija ugljikova dioksida raste u jesen i zimu, kada je većina biljaka neaktivna. Ugljikov dioksid je staklenički plin, koji odašilje vidljivu svjetlost, a jako upija u području infracrvenog i u blizini infracrvenog područja elektromagnetskog zračenja.
I bez utjecaja ljudi na povećanu koncentraciju ugljikova dioksida u Zemljinoj atmosferi, prirodno se koncentracija lagano povećava, a time i temperature na Zemlji, zbog orbitalnih ciklusa (Milankovićevi ciklusi), jer se ekscentričnost Zemljine elipsaste putanje smanjuje.
Ugljikov dioksid nema tekuće agregatno stanje (kapljevina) ispod 5,1 atm (standardna atmosfera) ili 520 kPa. Kod jedne standardne atmosfere, plin ugljikov dioksid se direktno pretvara u krutu tvar kod −78 °C (195,1 K). Ili obrnuto gledano, suhi led ugljikova dioksida se kod temperature −78 °C direktno pretvara u plin. 
Ugljikov dioksid je kiseli oksid. Ako je otopljen u vodi, onda se lakmus papir oboji od plave u ljubičastu boju. On je anhidrid ugljične kiseline (H2CO3), jer jer je ona dosta nestabilna u vodenoj otopini i ne može se tako koncentrirati, rastavlja se na ugljikov dioksid i vodu. U organizmima se ugljična kiselina dobiva uz pomoć enzima (katalizator):
CO2 + H2O <=> H2CO3
CO2 je otrovan u većim koncentracijama: 1 % CO2 će učiniti neke ljude pospanim, od 7 % do 10 %, javlja se nesvjestica, glavobolja, slabljenja vida i sluha, a gubljenje svijesti može biti od nekoliko minuta do sata.

## Kemijska i fizikalna svojstva
Ugljikov dioksid je bez boje. Kod malih koncentracija, plin je bez mirisa. Kod većih koncentracija ima oštar, kiselkast miris. Može izazvati osjećaj gušenja i razdraženost. Kada se udahne veća koncentracija, stvara gorak okus u ustima i osjećaj peckanja u nosu i u grlu. To nastaje jer se plin otapa u sluznici i u slini, stvarajući slabu otopinu ugljične kiseline. Sličan osjećaj se javlja kad se piju gazirana pića i mjehurići izlaze kroz usta i nos. Koncentracija iznad 0,5 % se smatra jako nezdravom, a iznad 5 % se smatra opasnom po život.
Kod standardnog tlaka i temperature, gustoća ugljičnog dioksida je oko 1,98 kg/m3, oko 1,5 puta je gušći od zraka. Molekule ugljičnog dioksida (O=C=O) tvore dvije dvostruke kovalentne veze i imaju linijski oblik. Nema električni dipol, i kada oksidira i otpušta elektrone, srednje je kemijski reaktivan i nezapaljiv, ali podržava gorenje metala kao što je magnezij. 
Iznad −78,51 °C, ugljikov dioksid se mijenja direktno iz krute tvari u plin, kroz sublimaciju. Kruti CO2 se naziva suhi led kao trgovački naziv. To je prvi puta zapazio francuski kemičar Charles Thilorier 1825. Obično se koristi kao rashladno sredstvo i nije pretjerano skup. Glavna mu je prednost što suhi led, nakon što se otopi, ne ostavlja tekućinu. Često se koristi u prehrambenim centrima, laboratorijima, trgovačkim brodovima, a koristi se i za čišćenje sačmarenjem. 
Tekući CO2 se može naći samo kod tlakova iznad 5,1 atm; trojna točka mu je 518 kPa kod −56,6 °C. Kritična točka mu je 7,38 MPa kod 31,1 °C.
Kruti CO2 je amorfna tvar, slična staklu, iako ne može opstati kod standardnog tlaka. Taj oblik se može dobiti super pothlađivanjem ugrijanog CO2, kod vrlo visokih tlaka (40 - 48 GPa), u dijamantskom nakovnju. To otkriće je potvrdilo teoriju da CO2 može postojati u stanju sličnom staklu, kao i ostali članovi osnovne grupe, gdje spadaju silicij (silicijev dioksid) i germanij.

## Povijest
Ugljikov dioksid je bio jedan od prvih plinova, koji je opisan kao sastavni dio atmosfere. U 17. stoljeću belgijski kemičar Jan Baptist van Helmont je primijetio, kada je stavio drveni ugljen u zatvorenu posudu, da je masa nakon izgaranja puno manja nego prije, što je objasnio da se dio drvenog ugljena pretvori u plin. 
Oko 1750. je škotski fizičar Joseph Black dalje proučavao CO2. Pronašao je da vapnenac grijanjem ili polijevanjem kiselinom, stvara plin, koji je gušći od zraka, ne podržava gorenje i disanje životinja. Black je isto primijetio da ako u otopinu živog vapna (CaO), upuhujemo mjehuriće CO2, da će nastati talog kalcijevog karbonata (CaCO3). Dokazao je da CO2 nastaje kod staničnog disanja i kod vrenja. 1772. engleski kemičar Joseph Priestley je opisao postupak ukapljavanja sumporne kiseline na kredu, da bi se stvorio CO2, koji bi se pod tlakom mješao s vodom i tako je nastala soda voda.
Ugljikov dioksid je prvi puta dobiven kao kapljevina 1823., pod povišenim tlakovima, a to su ostvarili Humphry Davy i Michael Faraday.

## Proizvodnja
Ugljični dioksid se može dobiti destilacijom zraka, ali to je vrlo neuspješan postupak. Razni postupci postoje da se dobije CO2, a jedan je kemijska reakcija između kiselina i metalnih karbonata. Na primjer, kemijska reakcija između klorovodične kiseline i kalcijevog karbonata:
2 HCl + CaCO3 → CaCl2 + H2CO3
U industriji je jako prisutan postupak dobivanja CO2 iz ugljične kiseline, jer je ona ostatak iz mnogih drugih postupaka. Taj postupak je povezan s pojavom pjene i mjehurića. Proizvodnja živog vapna (CaO) je vrlo zastupljena u industriji, a za dobivanje CO2, potrebno je grijanje na oko 850 °C:
CaCO3 → CaO + CO2
Izgaranjem svih goriva koji sadrže ugljik, nastaje CO2, kao što je metan, prirodni plin, destilati nafte (benzin, dizel, petrolej, propan), ugljen i drvo. Primjer je kemijska reakcija metana i kisika:
CH4 + 2 O2 → CO2 + 2 H2O
Željezo se dobiva oksidacijom i izgaranjem koksa u visokim pećima, stvarajući sirovo željezo i CO2:
Fe2O3 + 3 CO → 2 Fe + 3 CO2
Kvasac se hrani šećerom da bi stvorio CO2 i etanol, poznatiji kao alkohol, u proizvodnji vina, piva i ostalih alkoholnih pića, ali se isto koristi za proizvodnju biogoriva:
C6H12O6 → 2 CO2 + 2 C2H5OH
Stanično disanje u organizmima, stvara CO2 kada izgaraju ili oksidiraju ugljikohidrati, masne kiseline i bjelančevine u mitohondrijima unutar stanica. Modrozelene alge provode nešto drukčiji oblik reakcije, koju nazivamo fotosinteza, a rezultat su ugljikohidrati i kisik.
n CO2 + n H2O → (CH2O)n + n O2
Ugljikov dioksid je topiv u vodi, u kojoj postoji ravnoteža između CO2 i ugljične kiseline (H2CO3), te karbonatnih(CO3−2) i bikarbonatnih (HCO3−) iona, o čemu ovisi i pH vrijednost. U neutralnoj ili lagano kiseloj vodi, prevladava bikarnonatni (HCO3−) ion, dok u bazičnoj ili lužnatoj vodi, prevladava karbonatni (CO3−2) ion. Ti su ioni dosta topivi u vodi, tako da je morska voda u ravnoteži s atmosferom, otprilike srednje bazična, s pH = 8,2 – 8,5, te sadrži oko 120 mg CO2 po litri. 

### Industrijska proizvodnja
Industrijska proizvodnja obično se izvodi na pet načina:
- direktno iz prirodnih izvora vode, koja sadrži CO2 u sebi, djelovanjem kisele vode na vapnenac ili dolomite
- kao višak u postrojenjima za proizvodnju vodika, gdje se CO2 dobiva iz metana (CH4)
- izgaranjem fosilnih goriva ili drva
- kao višak u fermentaciji šećera pri dobivanju alkoholnoh pića, kao što su pivo ili viski
- kod toplinske obrade vapnenca (CaCO3) i proizvodnje gašenog vapna (CaO)

## Primjena
Ugljikov dioksid se koristi u prehrambenoj industriji, proizvodnji ulja i kemijskoj industriji. Koristi se često gdje je potreban plin pod tlakom, zato što nije toliko skup i nije zapaljiv. Da bi se dobio pod tlakom, plin se tlači na oko 60 bara (59 atm), tako da stane znatna količina CO2 u spremnike (plinske boce). Pojasevi za spasavanje, na brodovima, često sadrže spremnike s CO2 za brzo napuhavanja. Aluminijske kapsule s CO2, se često koriste za zračne pištolje, paintball markere, airsoft replike, za pumpanje biciklističkih guma i za dobivanje gaziranih pića. Brzo isparavanje tekućeg CO2 se koristi za miniranje u rudnicima ugljena. Visoka koncentracija CO2 se isto ponekad koristi za ubijanje štetočina u poljoprivredi. 

### Hrana
Neke vrste slatkiša se proizvode pod pritiskom CO2, otprilike 40 bara, pa kad se stave u usta, dolazi do laganog pucketanja. Pekarski kvasac stvara CO2 da bi se tijesto podiglo, dok kemijski kvasci kao što je prašak za pecivo i soda bikarbona, oslobađaju CO2 kada se zagrijavaju ili tretiraju s kiselinama. 

### Gazirana pića
Ugljikov dioksid se koristi za dobivanje gaziranih pića i soda vode. Po tradiciji, stvaranje CO2 u pivu i šampanjcima, se odvija prirodnim vrenjem, ali mnogi proizvođači to danas rade na umjetan način. Kod piva u bocama ili limenkama, umjetni način dobivanja CO2 je uobičajen. 

### Proizvodnja vina
Ugljikov dioksid u obliku suhog leda, se koristi u proizvodnji vina, da bi se hrpa grozdova ohladila odmah nakon berbe, da ne bi došlo do neželjene brzog vrenja. Glavna je prednost u odnosu na vodeni led, da suhi led odmah isparava i ne miješa se tekućina s vinskim moštom, i time smanjuje koncentracija alkohola u vinu. 
Ugljikov dioksid u obliku suhog leda se isto koristi kod spremanja grožđa u spremnike, jer se suhi led stavi na dno, da ne bi došlo ponovo do neželjenog vrenja na dnu spremnika. CO2 i nakon što ispari ostaje na dnu spremnika, jer je teži od zraka. 
Kod proizvodnje francuske sorte vina Beaujolais, cijeli grozdovi fermentiraju u zaštitnom plinu CO2, bez postupka gnječenja. 
CO2 se ponekad koristi na vrhu boca ili na vrhu bačvi, da bi se spriječila oksidacija i kiselost vina, iako se CO2 može otopiti u vinu i napraviti vino lagano gaziranim. Zbog toga je poželjnije staviti dušik ili argon, umjesto CO2 za te namjene. 

### Aparati za gašenje požara
Ugljikov dioksid se koristi i kod aparata za gašenje požara, posebno za požare na električnim instalacijama i za zapaljive tekućine. Za velike požare se obično ne koristi, jer je previše suh. Prema Međunarodnoj pomorskoj organizaciji (engl. International Maritime Organization – IMO), gašenje strojarnica i kuhinja na brodovima, se mora obavljati s ugljikovim dioksidom. Iako je bilo i smrtnih slučajeva zbog tog sistema gašenja požara, IMO inzistira na primjeni CO2 za strojarnice i kuhinje, s tim da je nakon gašenja potrebno prostorije dobro ventilirati, prije ulaska spasioca. 

### Zavarivanje
Ugljikov dioksid se ponekad koristi kod zavarivanja, iako on reagira (oksidira) s većinom metala i čini zavar krtijim i kvari kvalitetu zavara. Zbog toga se kao zaštitni plin više preporučuje argon ili helij. Takav postupak sliči MIG postupku, ali se naziva MAG postupak ili elektrolučno zavarivanje taljivom žicom u zaštiti aktivnim plinom. Ovaj postupak omogućuje nešto veću temperaturu tekućeg zavara i pojačava protok i uglavnom se može koristiti kod čelika sa srednjom koncentracijom ugljika, gdje rastezljivost materijala nije pretjerano bitna. 

### Primjena u farmaciji
Tekući ugljikov dioksid je dobro otapalo za mnoge lipofiličke organske tvari, za otapanje masti, ulja, lipida, heksana ili toulena. Koristi se i za uklanjanje kofeina u kavi. U proizvodnji lijekova se ponekad koristi, kao manje otrovno rješenje od tradicionalnih otapala organoklorida. Koristi se ponekad i za suho čišćenje za kemijsko čišćenje odjeće (zelena kemija). 
Ugljikov dioksid se koristi kad se proizvodi urea i karboksilne kiseline.

### Poljoprivredna i biološka primjena
Ugljikov dioksid je neophodan za fotosintezu. Povećana koncentracija ugljikova dioksida u Zemljinoj atmosferi, teoretski dovodi i do povećanog rasta bilja. U staklenicima, ako koncentracija CO2 padne ispod 50 %, rast bilja može stati ili ih čak uništiti. Povećanje CO2 u staklenicima iznad 1 %, na nekoliko sati, može uništiti neke parazite (moljci).
U medicini, do 5 % koncentracije ugljikova dioksida (130 puta više od koncentracije u atmosferi), se dodaje kisiku, za stimulaciju disanja kod oživljavanja, da bi se ostvarila O2/CO2 ravnoteža u krvi.

### Laseri
Uobičajena vrsta industrijskog lasera je CO2 laser. 

### Oporavak naftnih bušotina
Ugljikov dioksid se ponekad koristi za tehniku povećanja količine izvađene nafte iz naftnih bušotina, tako da se izbuši dodatni otvor i ubacuje CO2. Osim što vrši dodatni tlak na naftni izvor, ugljikov dioksid smanjuje i viskozitet nafte, čime ona lakše izlazi na površinu.

### Rashladno sredstvo
Tekući i kruti ugljikov dioksid je važno rashladno sredstvo, posebno u prehrambenoj industriji. Ponekad se suhi led koristi za manje transporte, gdje su veliki rashladni uređaji nepraktični. Suhi led je uvijek ispod −78 °C, kod standardnog tlaka. 
Tekući ugljikov dioksid kao rashladno sredstvo ima industrijsku oznaku R-744, i koristio se prije otkrića R-12 ili freona-12, a možda doživi ponovni uspon u korištenju, jer postoje strahovi da rashladno sredstvo R-134a doprinosi klimatskim promjenama. Tekući ugljikov dioksid ima vrlo povoljna rashladna svojstva. Koristi se kod radnih pritisaka od 130 bara, tako da komponente u rashladnom uređaju moraju biti vrlo čvrste i otporne, ali su u industriji već razvijene i raširene. U automobilskim uređajima za klimatizaciju, za geografske širine više od 50º, u 90% slučajeva je tekući ugljikov dioksid ili R-744, efikasniji od R-134a. Osim toga, on je za zaštitu okoliša povoljnije rješenje, ne utječe na ozonske rupe, nije otrovan i nije zapaljiv, tako da je velika mogućnost da on zamijeni freone u automobilima, a i ostalim rashladnim tehnikama (hladni rat).

### Oporavak metana u rudniku ugljena
Oporavak metana u rudniku, je tehnika kada se CO2 pumpa u hodnike rudnika ugljena, da istisne opasni i eksplozivni metan.

### pH kontrola
Ugljikov dioksid se može koristi za kontrolu pH vrijednosti u bazenima za plivanje, s neprestanim dodavanjem, da bi pH vrijednost smanjila, a time se izbjegava korištenje opasnijih tvari. 
CO2 se isto koristi za morske akvarije, pogotovo ako su unutra koralji, da bi se omogućilo otapanje kalcij karbonata, kojeg koriste koralji za izgradnju svoga kostura.

## Ugljikov dioksid u Zemljinoj atmosferi
Ugljikov dioksid u Zemljinoj atmosferi je trenutno u koncentraciji od 0,039 % (po obujmu) ili 0,0591 % (po masi). Ukupna masa CO2 u atmosferi je 3,16 x 1015 kg. Kao što se vidi na Keelingovoj krivulji, u proljeće i ljeto je koncentracija manja, zbog veće aktivnosti biljaka. U gradskim sredinama ta vrijednost je veća, a u zatvorenim prostorijama može biti i 10 puta veća. Ugljikov dioksid je staklenički plin.
Prije 500 milijuna godina, ugljikova dioksida je bilo oko 20 puta više u atmosferi, da bi se za vrijeme jure (prije 200 milijuna godina) smanjio 4 do 5 puta, zatim je koncentracija lagano padala i naglo se smanjila prije 49 milijuna godina. Ljudske aktivnosti, kao što je izgaranje fosilnih goriva i iskrčivanje šuma, povećali su koncentraciju CO2 u atmosferi, za 35 % od početka industrijske revolucije.
Kod vulkanskih erupcija na površini Zemlje, CO2 može biti i do 40 % svih plinova. Procjenjuje se da vulkani izbace 130 do 230 milijuna tona CO2 svake godine. Termalni izvori isto izbacuju CO2 u atmosferu. Neka vulkanska jezera isto ispuštaju povremeno CO2 u atmosferu; tako je 1984. u blizini jezera Monoun, u Kamerunu, nastradalo 37 ljudi, a 1986., u blizini jezera Nyos, isto u Kamerunu, nastradalo oko 1700 ljudi. Trenutno ljudske aktivnosti doprinose (oko 27 milijardi tona godišnje) oko 130 puta više koncentraciji CO2 u atmosferi od vulkana.

## Ugljični dioksid u oceanima
U oceanima ima oko 50 puta više CO2 nego u atmosferi, u obliku ugljične kiseline, karbonatnih iona i samog CO2. Oceani djeluju kao ogroman ugljični izljev i preuzeli su oko trećinu CO2, koji se stvorio ljudskom aktivnošću.  Kako se temperatura oceana povećava, tako se i topivost CO2 smanjuje. Jedan dio troše mikroorganizmi s fotosintezom, a jedan dio se taloži na dnu. Povećanje CO2 u atmosferi dovodi do povećanja kiselosti oceana, što bi moglo imati nepovoljan utjecaj na organizme u morskoj vodi.
Američka državna organizacija NOAA (engl. National Oceanic and Atmospheric Administration) je izjavila 2008: “... mnoge studije o povećanju kiselosti oceana ukazuju na:
- Iznos kojim koralji grade svoj skelet se smanjio, dok se s druge strane povećao broj meduza
- Mogućnost morskih algi i zooplanktona, da gradi svoje zaštitne ljušture se smanjio
- Preživljavanje larvi morskih organizama, uključujući komercijalne ribe i školjkaše, se smanjio

Neki hidrotermalni izvori, kao što su u dubokoj Marijanskoj brazdi, stvaraju gotovo čisti CO2.

## Biološka uloga
Ugljikov dioksid je završni proizvod u organizmima, koje stvaraju energiju iz šećera, aminokiselina i masti, zajedno s kisikom, kao dio metabolizma ili izmjene tvari, u procesu koji se naziva stanično disanje. To uključuje sve biljke, životinje, ljude, mnoge gljive i neke bakterije. Biljke uz pomoć fotosinteze, koriste CO2 iz zraka i pretvaraju ga u ugljikohidrate. 

### Fotosinteza
Vezanje ugljika je uklanjanje CO2 iz zraka i ugradnja u čvrste tvari, kao što su biljke, alge i modrozelene alge, koje vrše fotosintezu. Fotosinteza koristi CO2 i vodu, da bi stvorila šećere i ponekad neke druge organske tvari, oslobađajući kisik kao višak u tom procesu. Autotrofi koriste proizvode fotosinteze, kao vlastitu hranu i za stvaranje složenijih polisaharida, nukleinskih kiselina i bjelančevina. Osim toga, one su osnova za hranidbeni lanac svih životinja. Neki sedreni planktoni stvaraju tvrdi kalcijev karbonat za ljuske, koje nakon taloženja stvaraju sedimentne stijene, kao što je vapnenac.
Biljke mogu rasti i 50 % brže, u koncentraciji CO2 od 0,1 %, tako da neki naučnici tvrde da će povećanje CO2 u atmosferi, dovesti do povećanog rasta biljaka. Biljke isto izlučuju CO2 za svoje disanje, tako da one koriste CO2 samo po danu. Mlade biljke troše veliku količinu CO2 za rast i razvoj, dok su stare biljke u ravnoteži između uzimanja i izbacivanja CO2.

### Otrovnost
Koncentracija CO2 u zraku je između 0,036 % i 0,039 % (po obujmu), ovisno o položaju i godišnjem dobu. Predugo izlaganje povećanim koncentracijama CO2 može dovesti do povećanja kiselosti u krvi i nepovoljno utjecati na metabolizam kalcija i fosfora, povećavajuci taloženje kalcija u mekom tkivu. Isto tako može doći do otežanog rada srca. 
Još veće koncentracije CO2 dovode do daljnjih simptoma:
- 1 % može dovesti do pospanosti prilikom dužeg izlaganja
- kod 2 % djeluje kao blago opojno sredstvo, povećava krvni pritisak i raste broj otkucaja srca, te slabi sluh
- kod 5 % utječe na smetnje kod dišnog sustava, nesvjesticu, zbunjenost, glavobolje, smanjen udisaj, a može se javiti i panika
- kod 8 % uzrokuje glavobolje, znojenje, slabljenje vida, drhtanje i gubitak svijesti, ako je izlaganje 5 do 10

Zato se preporučuje da na radnom mjestu, gdje se radi 8 sati, koncentracija CO2 ne smije preći 0,5 %. Zbog sigurnosti beba, djece, starih i ostalih sa srčanim smetnjama, ta koncentracija treba biti puno manja. Koncentracija veća od 4 % se smatra opasnom po zdravlje.
Neka proučavanja su pokazala, da u zatvorenim prostorijama, koncentracija CO2 veća od 0,1 %, izaziva neugodu kod 20 % prisutnih. Kod koncentracije veće od 0,2 %, svi će prisutni osjetiti neugodu, a mnogi će osjetiti mučninu i glavobolju.
U „Pasjoj špilji" kod Napulja ugljikov(IV) oksid zadržava se pri dnu špilje, pa pas koji uđe u špilju ugine. Otuda joj i ime.

### Ljudska fiziologija
CO2 se prenosi u krvi na 3 različita načina (postoci se razlikuju za arterijsku i vensku krv):
- većina se pretvara (70 % do 80 %) u bikarbonatni ion (HCO3-) u crvenim krvnim zrncima, kemijskom reakcijom CO2 + H2O → H2CO3 → H+ + HCO−
- 5 % do 10 % se otapa u krvnoj plazmi
- 5 % do 10 % je vezano za haemoglobin (aminokiseline)

Hemoglobin je glavni nosioc kisika u krvi, ali i CO2, samo što se ne vežu na istom mjestu. Postoji povezanost vezivanja kisika i CO2, tako da povećano vezivanje CO2 na hemoglobin, smanjuje mogućnost vezanja kisika na hemoglobin. Bikarbonatni ioni imaju veliku važnost u reguliranju pH vrijednosti u krvi. 
Iako tijelo treba kisik za metabolizam, mala količina kisika ne potiče pojačano disanje. Upravo je obratno, velika koncentracija CO2 utječe na pojačano disanje. Tako na primjer, ako udišete zrak bez kisika, izgubit ćete svijest, a da i ne osjetite teskoće u disanju. To je opasno pogotovo za pilote borbenih aviona. 
Centri za disanje pokušavaju održati u arterijama CO2 pritisak od 40 mm Hg. S pojačanim disanjem, taj se pritisak smanjuje. Disanje jedne osobe stvara oko 1 kg CO2 dnevno.